# Team WIT
Das Team WIT war ein italienisches Radsportteam.
Die Mannschaft wurde 2011 gegründet und nahm als Continental Team an den UCI Continental Circuits teil. Manager war Lorenzo Di Silvestro, der von den Sportlichen Leitern Giancarlo Raimondi und Pietro Illarietti unterstützt wurde. Der Sitz der Betreiberfirma befand sich in Großbritannien.
Zum 31. Mai 2012 wurde die Mannschaft von der UCI suspendiert, da sie nicht mehr die erforderliche Mindestanzahl von acht Fahrern unter Vertrag hatte. Ende der Saison 2012 wurde das Team aufgelöst.

## Saison 2012

### Zugänge – Abgänge
| Zugänge             | Team 2011                 | Abgänge                      | Team 2012               |
| ------------------- | ------------------------- | ---------------------------- | ----------------------- |
| Michele Merlo       | De Rosa-Ceramica Flaminia | Mathieu Drouilly             | Roubaix Lille Métropole |
| Walter Proch        | Ora Hotels Carrera        | Aristide Ratti               | Team Idea               |
| Ignacio Pérez       | Neoprofi                  | Martial Ricci-Poggi          | Unbekannt               |
| Gabriele Pizzaballa | Neoprofi                  | Marco Stefani                | Unbekannt               |
|                     |                           | Diego Tamayo (bis 30. April) | UPV-Bancaja             |
|                     |                           | Juan Tamayo (bis 30. April)  | UPV-Bancaja             |

### Mannschaft
| Name                | Geburtstag        | Nationalität | Team 2013                 |
| ------------------- | ----------------- | ------------ | ------------------------- |
| Fausto Fognini      | 10. November 1985 | Italien      | Kastro Team               |
| Tyron Giorgieri     | 4. September 1988 | Italien      | Kastro Team               |
| Michele Merlo       | 7. August 1984    | Italien      | Vini Fantini-Selle Italia |
| Enrico Montanari    | 19. Februar 1985  | Italien      | Kastro Team               |
| Ignacio Pérez       | 31. Januar 1987   | Argentinien  |                           |
| Gabriele Pizzaballa | 4. Oktober 1990   | Italien      |                           |
| Walter Proch        | 17. Februar 1984  | Italien      |                           |
| Luca Zanasca        | 23. August 1983   | Italien      |                           |

## Platzierungen in UCI-Ranglisten
UCI Europe Tour
| Saison | Mannschaftswertung | Fahrerwertung       |
| ------ | ------------------ | ------------------- |
| 2011   | 82.                | Diego Tamayo (384.) |